# Sebka
Sebka, sebkha – ilaste, słone, równinne dno powstałe w miejscu wyschniętego jeziora cechującego się dużym zasoleniem. Nazwa sebka jest charakterystyczna dla Sahary, natomiast w Azji przyjęła się turkmeńska nazwa – takyr. Formą przejściową między jeziorem a sebką (takyrem) są słone bagniska nazywane szottami. Przykładem ich występowania może być Wyżyna Szottów w północnej Algierii.